# Фельдкирх
Фе́льдкирх (нем. Feldkirch, алем. нем. Fealdkirch, Vêalkl) — старинный австрийский город на западе современного государства, в федеральной земле Форарльберг.
Площадь города составляет 34,34 км², население — 34 538 человек (1 января 2021), плотность населения — 996 чел./км²
Город расположен на реке Илль, притоке Рейна. Самый западный город Австрии, находится всего в трёх километрах от границы с Лихтенштейном. Фельдкирх — второй по величине город Форарльберга после Дорнбирна, превосходящий по численности населения столицу провинции — Брегенц.

## История
Фельдкирх впервые упомянут в 830 году под именем Вельдкирихум. С 1190 года город принадлежал графам Монфор, в 1218 году получил права города. В 1375 году вошёл в состав монархии Габсбургов. В конце XIV века из Фельдкирха были изгнаны евреи, когда он перешел под австрийское владычество.
В 1697 году город сильно пострадал от страшного пожара, однако большое число старинных домов уцелело до нашего времени .
Во время Войны второй коалиции в марте 1799 года здесь произошло два сражения между французами и австрийцами. Одержана победа австрийских войск под начальством Иелачича над французским генералом Массеной, который бежал, бросив в городе 149 орудий.
А 12 октября того же года, вблизи города у деревни Альтенштадт, после возвращения из Швейцарского похода под предводительством Суворова, встали лагерем формирования Русской армии, вновь обретя полевую артиллерию, которая была направлена кружным путём из Италии через Австрию. Из лагеря А. В. Суворов 3 (14) октября написал Павлу I реляцию о Швейцарском походе.
На 1909 год в городе проживало 4 000 жителей.

## География и транспорт
Город расположен в 35 километрах к югу от Брегенца, в 660 километрах к западу от столицы государства — Вены. Высота города — 458 метров над уровнем моря.
В административном плане город делится на 7 районов.
Железные и автомобильные магистрали ведут из города на север, в Брегенц, а также на восток в сторону перевала Арльберг, связывающий Форарльберг с Тиролем и остальной Австрией и на запад, в Лихтенштейн. Время пути до Вены на поезде около 5,5 часов, до Брегенца около 30 минут. Городской транспорт представлен автобусами.

## Население
| Год  | Численность |
| ---- | ----------- |
| 1869 | 6186        |
| 1889 | 7322        |
| 1890 | 8039        |
| 1900 | 9755        |
| 1910 | 11830       |
| 1923 | 11898       |
| 1934 | 12909       |
| 1939 | 13067       |
| 1951 | 15115       |
| 1961 | 17343       |
| 1971 | 21751       |
| 1981 | 23745       |
| 1991 | 26730       |
| 2001 | 28607       |
| 2011 | 30943       |
| 2021 | 34538       |

## Достопримечательности
- Замок Шаттенбург. Замок построен на горе, возвышающейся над городом, в 1260 году. Служил резиденцией графам Монфор. Самый большой и хорошо сохранившийся из древних замков Форарльберга. Ныне — краеведческий музей.
- Собор Святого Николая. Перестроен из более старинной церкви в 1478 году в готическом стиле. Алтарь Святой Анны (1521 год) создан уроженцем города, Вольфом Хубером, знаменитым средневековым живописцем и скульптором.
- Ратуша. Закончена в 1493 году. Фасад украшен фресками.
- Башня Катцентурм (Кошачья башня) — одна из четырёх сохранившихся башен средневековых городских укреплений и наиболее известная. Построена в 1507 году.

## Культура
С 2003 года в Фельдкирхе ежегодно присуждается австрийская премия в области поэзии — премия Фельдкирха.

## Образование
В Средние века город приобрёл славу крупного образовательного центра. В 1649 году в городе был основан иезуитский колледж (имел характер частной школы), известный как Стелла Матутина (Утренняя звезда). Колледж, называемый ныне Реальной Бундесгимназией Фельдкирха существует до сих пор. В 1875—1876 годах в нём учился А. Конан Дойль.
Кроме бундесгимназии в Фельдкирхе ещё 7 больших учебных центров.

## Спорт
В городе базируется одна из сильнейших австрийских хоккейных команд — ХК Фельдкирх.

## Политическая ситуация
Бургомистр коммуны — Вольфганг Матт.
Совет представителей коммуны (нем. Gemeinderat) состоит из 36 мест.
- АНП занимает 24 места.
- СДПА занимает 5 мест.
- Зелёные занимают 5 мест.
- АПС занимает 2 места.

## Галерея

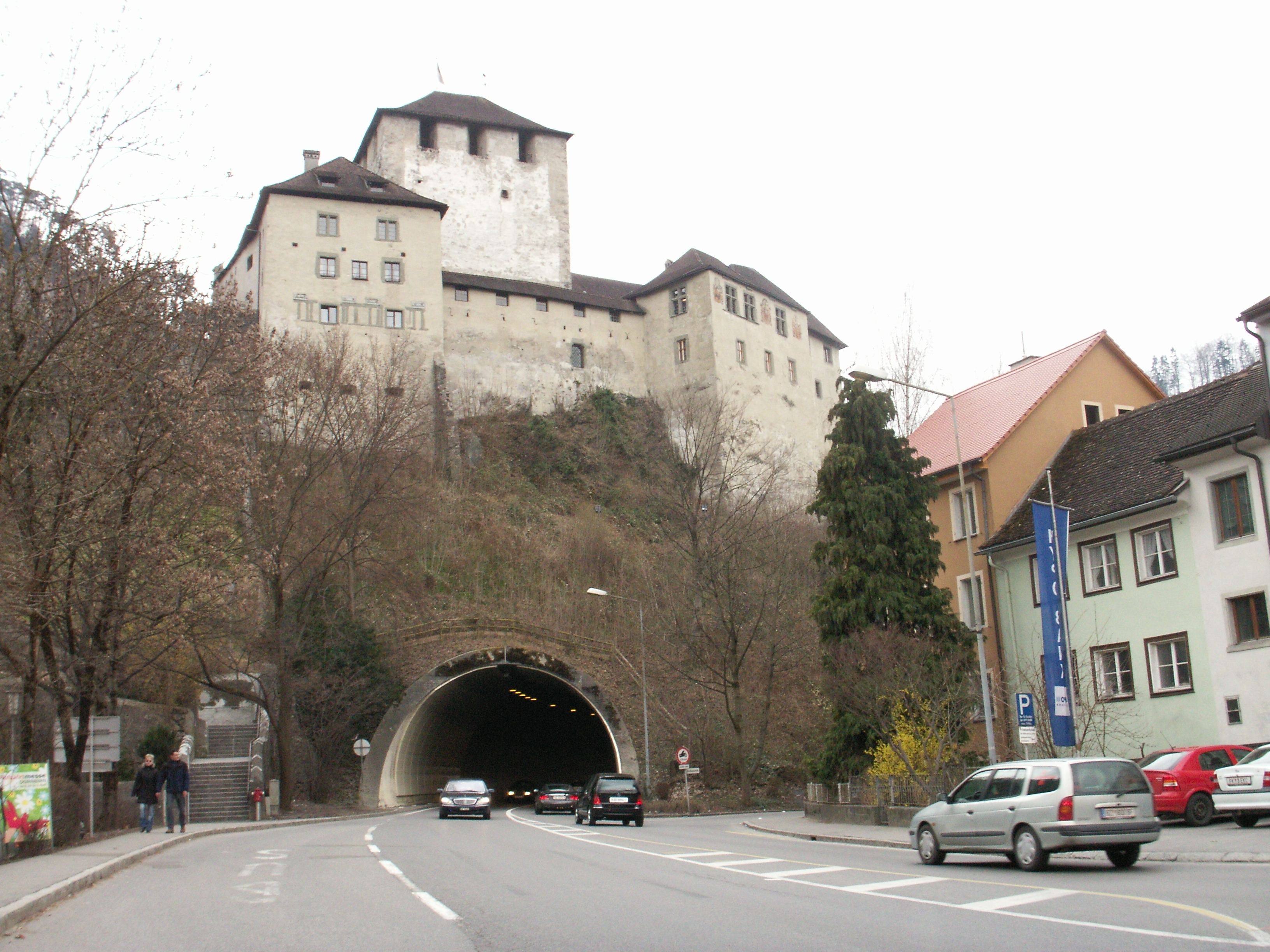
Замок Шаттенбург.
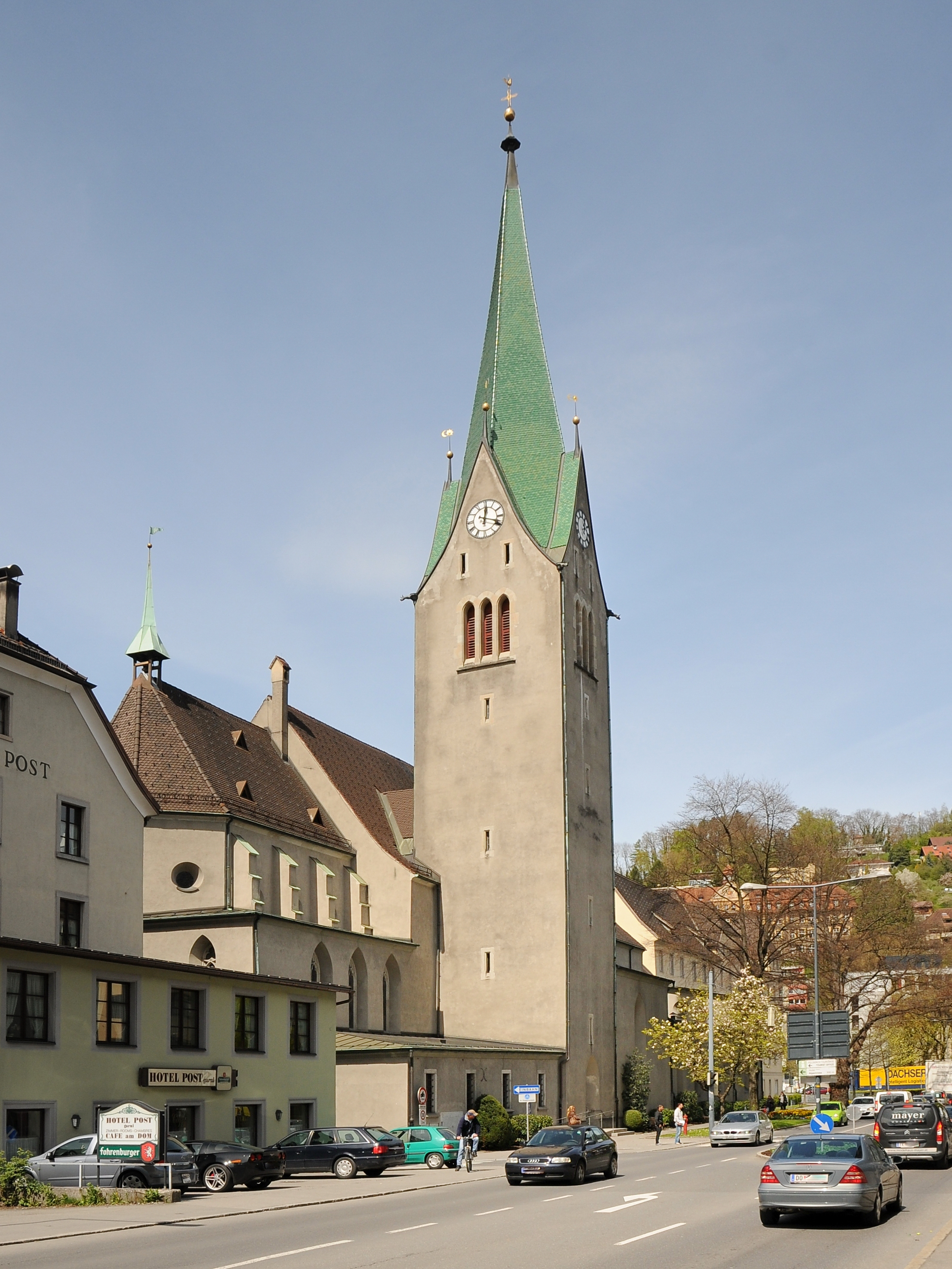
Собор Святого Николая.
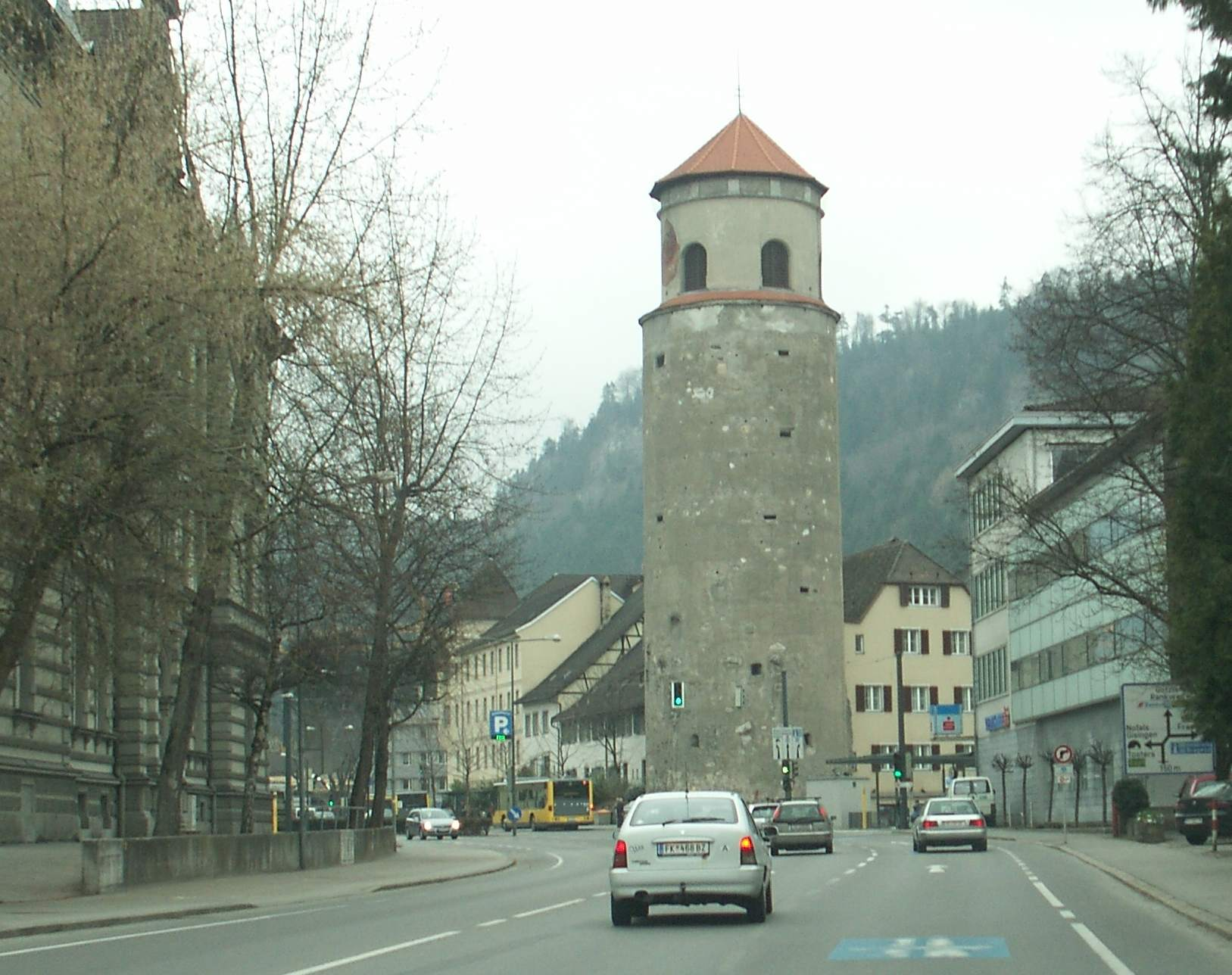
Башня Кота (Катцентурм).